# Comté de Duval (Floride)
Pour les articles homonymes, voir Comté de Duval et Duval.
Le comté de Duval est un comté situé dans l'État de Floride, aux États-Unis. Sa population était de 995 567 habitants en 2020. Son chef-lieu est Jacksonville.

## Comtés adjacents
- Comté de Nassau (nord)
- Comté de Saint Johns (sud-est)
- Comté de Clay (sud-ouest)
- Comté de Baker (ouest)

## Principales villes
- Atlantic Beach
- Baldwin
- Jacksonville
- Jacksonville Beach
- Neptune Beach

## Démographie
| Groupe                           | Comté de Duval | Floride | États-Unis |
| -------------------------------- | -------------- | ------- | ---------- |
| Blancs                           | 60,9           | 75,0    | 72,4       |
| Afro-Américains                  | 29,5           | 16,0    | 12,6       |
| Asiatiques                       | 4,2            | 2,4     | 4,8        |
| Métis                            | 2,9            | 2,5     | 2,9        |
| Autres                           | 2,2            | 3,7     | 6,4        |
| Amérindiens                      | 0,4            | 0,4     | 0,9        |
| Total                            | 100            | 100     | 100        |
|                                  |                |         |            |
| Hispaniques et Latino-Américains | 7,6            | 22,5    | 16,7       |

| 1830  | 1840  | 1850  | 1860  | 1870   | 1880   |
| ----- | ----- | ----- | ----- | ------ | ------ |
| 1 970 | 4 156 | 4 539 | 5 074 | 11 921 | 19 431 |

| 1890   | 1900   | 1910   | 1920    | 1930    | 1940    |
| ------ | ------ | ------ | ------- | ------- | ------- |
| 26 800 | 39 733 | 75 163 | 113 540 | 155 503 | 210 143 |

| 1950    | 1960    | 1970    | 1980    | 1990    | 2000    |
| ------- | ------- | ------- | ------- | ------- | ------- |
| 304 029 | 455 411 | 528 865 | 571 003 | 672 971 | 778 879 |

| 2010    | 2020    | - | - | - | - |
| ------- | ------- | - | - | - | - |
| 864 263 | 995 567 | - | - | - | - |

## Politique
Le comté de Duval est traditionnellement républicain. Il apporte près de 58 % de ses suffrages à George W. Bush en 2000 et 2004. Depuis, le comté se révèle néanmoins plus compétitif, notamment en raison de l'augmentation de sa population afro-américaine.